# Vương Mông Huy
Vương Mông Huy (tiếng Trung: 王蒙徽, bính âm Hán ngữ: Wáng Méng Huī), sinh tháng 1 năm 1960, một người Hán, chính trị gia nước Cộng hòa Nhân dân Trung Hoa. Ông là Ủy viên Ủy ban Trung ương Đảng Cộng sản Trung Quốc khóa XX, khóa XIX, hiện là Bí thư Tỉnh ủy, Chủ nhiệm Ủy ban Thường vụ Nhân Đại, Bí thư thứ nhất Đảng ủy Quân khu tỉnh Hồ Bắc. Ông nguyên là Bí thư Đảng tổ, Bộ trưởng Bộ Nhà ở và Kiến thiết thành thị, nông thôn Trung Quốc. Ông nguyên là Thường vụ Tỉnh ủy, Phó Bí thư chuyên chức Tỉnh ủy tỉnh Liêu Ninh, Bí thư Thành ủy thành phố Thẩm Dương, Hiệu trưởng Trường Đảng Liêu Ninh; Thường vụ Tỉnh ủy tỉnh Phúc Kiến, Bí thư Thành ủy thành phố Hạ Môn; Phó Tỉnh trưởng Chính phủ Nhân dân tỉnh Phúc Kiến.
Vương Mông Huy là Đảng viên Đảng Cộng sản Trung Quốc, học vị Kiến trúc sư, Tiến sĩ Quy hoạch và Thiết kế đô thị, học hàm Phó Giáo sư ngành kiến trúc.

## Xuất thân và giáo dục
Vương Mông Huy sinh tháng 1 năm 1960, quê quán tại địa cấp thị Diêm Thành, Cộng hòa Nhân dân Trung Hoa. Ông lớn lên và theo học phổ thông tại quê nhà. Tháng 3 năm 1978, ông tới thủ đô Bắc Kinh, trúng tuyển Đại học Thanh Hoa và theo học chuyên ngành Kiến trúc tại Khoa Kiến trúc. Trong những năm đại học, ông được kết nạp Đảng Cộng sản Trung Quốc vào tháng 11 năm 1981, tốt nghiệp Kiến trúc sư vào tháng 7 năm 1983. Từ tháng 9 năm 1984 đến tháng 12 năm 1989, ông tiếp tục theo học cao học tại chức chuyên ngành Kiến trúc học tại Học viện Kiến trúc (建筑学院), Đại học Thanh Hoa, đồng thời tham gia nghiên cứu chuyên sâu tại Đại học Công nghệ Warszawa, nhận bằng Thạc sĩ Kiến trúc. Ông cũng tham gia và hoàn thành khóa học quản lý đầu tư sau đại học của Viện Khoa học xã hội Trung Quốc.
Tháng 9 năm 2002, ông trở lại Học viện Kiến trúc, Đại học Thanh Hoa, là nghiên cứu sinh tại chức chuyên ngành Quy hoạch và Thiết kế đô thị, bảo vệ thành công luận án, nhận bằng Tiến sĩ Quy hoạch và Thiết kế đô thị vào tháng 1 năm 2007.

## Sự nghiệp

### Thời kỳ đầu
Tháng 7 năm 1983, sau khi tốt nghiệp Thanh Hoa, ông được giữ ở lại trường, tham gia công tác ở Tổ Công tác sinh viên, Khoa Kiến trúc, lần lượt là Phụ đạo viên, Phó Tổ trưởng rồi Tổ trưởng Tổ Công tác sinh viên. Thời gian này, ông vừa công tác, vừa theo học tại chức ngành kiến trúc. Đến năm 1989, ông nhậm chức Phó Bí thư Đảng ủy Học viện, Trợ lý Viện trưởng Học viện Kiến trúc Thanh Hoa. Ông vẫn kiêm nhiệm chức vụ này ở Học viện Kiến trúc cho đến năm 1995.

### Quảng Đông
Tháng 4 năm 1993, Vương Mông Huy được điều chuyển về công tác ở tỉnh Quảng Đông, nhậm chức Phó Thị trưởng thành phố Phiên Ngung, một thành phố cấp huyện thuộc thành phố Quảng Châu vừa được thành lập năm 1992, cấp hàm phó huyện – phó xứ. Tháng 8 năm 1995, ông được điều chuyển giữ chức Phó Thị trưởng thành phố cấp huyện Tăng Thành, Quảng Châu. Đến tháng 3 năm 1998, ông được bổ nhiệm làm Xứ trưởng Xứ Kiến thiết, Ủy ban Kiến thiết thôn, trấn thành phố Quảng Châu, nhậm chức Phó Cục trưởng Cục Quy hoạch Quảng Châu vào tháng 8 cùng năm. Sau đó, ông trở thành Cục trưởng Cục Quy hoạch Quảng Châu, Chủ nhiệm Trung tâm Nghiên cứu Biên soạn quy hoạch thành thị Quảng Châu.
Tháng 1 năm 2003, Vương Mông Huy được điều chuyển trở lại Phiên Ngung bổ nhiệm làm Phó Bí thư Quận ủy, rồi Quyền Quận trưởng, được phê chuẩn làm Quận trưởng quận Phiên Ngung. Tháng 5 năm 2004, ông nhậm chức Phó Bí thư, Quyền Thị trưởng rồi Thị trưởng địa cấp thị Sán Vĩ, tỉnh Quảng Đông, thăng chức thành cấp chính địa – chính sảnh. Đến tháng 9 năm 2008, ông là Bí thư Thị ủy, Chủ nhiệm Ủy ban thường vụ Nhân Đại địa cấp thị Vân Phù, Quảng Đông.

### Phúc Kiến
Tháng 11 năm 2011, Vương Mông Huy được điều chuyển tới công tác ở tỉnh Phúc Kiến, Tổng lý Quốc vụ viện Ôn Gia Bảo quyết định bổ nhiệm ông làm Phó Tỉnh trưởng Chính phủ Nhân dân tỉnh Phúc Kiến. Tháng 5 năm 2013, ông được bầu vào Thường vụ Tỉnh ủy, nhậm chức Bí thư Thành ủy thành phố Hạ Môn, một trong 15 thành phố cấp phó tỉnh Trung Hoa. Ông công tác gần một nhiệm kỳ 2011 – 2016 ở Phúc Kiến.

### Liêu Ninh
Tháng 8 năm 2016, Trung ương điều chuyển Vương Mông Huy tới tỉnh Liêu Ninh, vào Ban thường vụ Tỉnh ủy, nhậm chức Bí thư Thành ủy thành phố Thẩm Dương, tỉnh lỵ Liêu Ninh. Đây là giai đoạn chuyển giao công tác ở ông. Tháng 12 cùng năm, ông nhậm chức Phó Bí thư Tỉnh ủy tỉnh Liêu Ninh, Bí thư Thành ủy Thẩm Dương, kiêm Hiệu trưởng Trường Đảng Tỉnh ủy tỉnh Liêu Ninh.

### Quốc vụ viện
Tháng 5 năm 2017, Trung ương tiếp tục điều chuyển Vương Mông Huy về công tác ở thủ đô, giữ chức Bí thư Đảng tổ Bộ Nhà ở và Kiến thiết thành thị, nông thôn. Tháng 6 cùng năm, theo đề nghị của Tổng lý Quốc vụ viện Lý Khắc Cường, Nhân Đại phê chuẩn bổ nhiệm ông làm Bộ trưởng Bộ Nhà ở và Kiến thiết thành thị, nông thôn Trung Quốc. Tháng 10 năm 2017, ông được bầu làm Ủy viên chính thức Ủy ban Trung ương Đảng Cộng sản Trung Quốc khóa XIX, trong Đại hội Đảng Cộng sản Trung Quốc lần thứ XIX.

### Hồ Bắc
Tháng 3 năm 2022, Vương Mông Huy được điều tới công tác ở tỉnh Hồ Bắc, vào Ban Thường vụ Tỉnh ủy, được Bộ Chính trị nhất trí ban hành quyết định bổ nhiệm ông làm Bí thư Tỉnh ủy tỉnh Hồ Bắc, nhận nhiệm vụ lãnh đạo toàn diện tỉnh Hồ Bắc. Cuối năm 2022, ông tham gia Đại hội Đảng Cộng sản Trung Quốc lần thứ XX từ đoàn đại biểu Hồ Bắc. Trong quá trình bầu cử tại đại hội, ông được bầu là Ủy viên Ủy ban Trung ương Đảng Cộng sản Trung Quốc khóa XX.